# 新河 (亞利桑那州)
新河（英語：New River）是位於美國亞利桑那州馬里科帕縣的一個人口普查指定地區。根據2010年美國人口普查，該地人口為14952人，而該地的面積約為145.29平方千米。

## 地理
新河的座標為33°52′09″N 112°05′09″W / 33.86917°N 112.08583°W，而該地最高點為海拔高度614米（即2014英尺）。